# Nokere Koerse 2016
La 70e édition de la Nokere Koerse a eu lieu le 16 mars 2016. La course fait partie du calendrier UCI Europe Tour 2016 en catégorie 1.HC.
L'épreuve a été remportée lors d'un sprint massif par le Belge Timothy Dupont (Verandas Willems) respectivement devant le Norvégien Kristoffer Halvorsen (Joker) et le Néerlandais Dylan Groenewegen (Lotto NL-Jumbo).

## Présentation

### Équipes
Classé en catégorie 1.HC de l'UCI Europe Tour, la Nokere Koerse est par conséquent ouverte aux WorldTeams dans la limite de 50 % des équipes participantes, aux équipes continentales professionnelles, aux équipes continentales belges, aux équipes continentales étrangères dans la limite de deux et à une équipe nationale belge.
Vingt-cinq équipes participent à cette Nokere Koerse - sept WorldTeams, treize équipes continentales professionnelles et cinq équipes continentales :
| UCI WorldTeams   | UCI WorldTeams | UCI WorldTeams |
| Nom de l'équipe  | Pays           | Code           |
| ---------------- | -------------- | -------------- |
| BMC Racing       | États-Unis     | BMC            |
| Etixx-Quick Step | Belgique       | EQS            |
| FDJ              | France         | FDJ            |
| Lotto NL-Jumbo   | Pays-Bas       | TLJ            |
| Lotto-Soudal     | Belgique       | LTS            |
| Sky              | Royaume-Uni    | SKY            |
| Tinkoff          | Russie         | TNK            |

| Équipes continentales professionnelles | Équipes continentales professionnelles | Équipes continentales professionnelles |
| Nom de l'équipe                        | Pays                                   | Code                                   |
| -------------------------------------- | -------------------------------------- | -------------------------------------- |
| Bora-Argon 18                          | Allemagne                              | BOA                                    |
| CCC Sprandi Polkowice                  | Pologne                                | CCC                                    |
| Cofidis                                | France                                 | COF                                    |
| Delko-Marseille Provence-KTM           | France                                 | DMP                                    |
| Fortuneo-Vital Concept                 | France                                 | FVC                                    |
| Gazprom-RusVelo                        | Russie                                 | GAZ                                    |
| Nippo-Vini Fantini                     | Italie                                 | NIP                                    |
| ONE                                    | Royaume-Uni                            | ONE                                    |
| Roompot-Oranje Peloton                 | Pays-Bas                               | ROP                                    |
| Roth                                   | Suisse                                 | ROT                                    |
| Stölting Service Group                 | Allemagne                              | SSG                                    |
| Topsport Vlaanderen-Baloise            | Belgique                               | TSV                                    |
| Wanty-Groupe Gobert                    | Belgique                               | WGG                                    |

| Équipes continentales            | Équipes continentales | Équipes continentales |
| Nom de l'équipe                  | Pays                  | Code                  |
| -------------------------------- | --------------------- | --------------------- |
| Crelan-Vastgoedservice           | Belgique              | CRV                   |
| Joker                            | Norvège               | TJO                   |
| Veranclassic-Ago                 | Belgique              | VER                   |
| Verandas Willems                 | Belgique              | VWT                   |
| Wallonie Bruxelles-Group Protect | Belgique              | WBC                   |

## Classements

### Classement final
| Classement final | Classement final     | Classement final | Classement final                 | Classement final   |
|                  | Coureur              | Pays             | Équipe                           | Temps              |
| ---------------- | -------------------- | ---------------- | -------------------------------- | ------------------ |
| 1er              | Timothy Dupont       | Belgique         | Verandas Willems                 | en 4 h 34 min 39 s |
| 2e               | Kristoffer Halvorsen | Norvège          | Joker                            | m.t                |
| 3e               | Dylan Groenewegen    | Pays-Bas         | Lotto NL-Jumbo                   | m.t                |
| 4e               | Baptiste Planckaert  | Belgique         | Wallonie Bruxelles-Group Protect | m.t                |
| 5e               | Yauheni Hutarovich   | Biélorussie      | Fortuneo-Vital Concept           | m.t                |
| 6e               | Michel Kreder        | Pays-Bas         | Roompot-Oranje Peloton           | m.t                |
| 7e               | Gerry Druyts         | Belgique         | Crelan-Vastgoedservice           | m.t                |
| 8e               | Gianni Moscon        | Italie           | Sky                              | m.t                |
| 9e               | Eduard-Michael Grosu | Roumanie         | Nippo-Vini Fantini               | m.t                |
| 10e              | Kenny Dehaes         | Belgique         | Wanty-Groupe Gobert              | m.t                |
| modifier         |                      |                  |                                  |                    |

### UCI Europe Tour
Cette Nokere Koerse attribue des points pour l'UCI Europe Tour 2016, par équipes seulement aux coureurs des équipes continentales professionnelles et continentales, individuellement à tous les coureurs sauf ceux faisant partie d'une équipe ayant un label WorldTeam.
| Position           | 1er | 2e  | 3e  | 4e  | 5e | 6e | 7e | 8e | 9e | 10e | 11e | 12e | 13e | 14e | 15e | 16e à 30e | 31e à 40e |
| Classement général | 200 | 150 | 125 | 100 | 85 | 70 | 60 | 50 | 40 | 35  | 30  | 25  | 20  | 15  | 10  | 5         | 3         |

## Liste des participants
- Liste de départ complète

| Légende | Légende                                                                    | Légende | Légende                                                    |
| ------- | -------------------------------------------------------------------------- | ------- | ---------------------------------------------------------- |
| Num     | Dossard de départ porté par le coureur sur cette Nokere Koerse             | Pos     | Position à l'arrivée de la course                          |
|         | Indique un maillot de champion national ou mondial, suivi de sa spécialité | NP      | Indique un coureur qui n'a pas pris le départ de la course |
| AB      | Indique un coureur qui n'a pas terminé la course                           | HD      | Indique un coureur qui a terminé la course hors des délais |

| Lotto-Soudal LTS                     | Lotto-Soudal LTS         | Lotto-Soudal LTS |
| ------------------------------------ | ------------------------ | ---------------- |
| Num                                  | Coureur                  | Pos              |
| 1                                    |                          |                  |
| 2                                    | Sean De Bie (BEL)        | 71e              |
| 3                                    | Jasper De Buyst (BEL)    | 121e             |
| 4                                    | Gert Dockx (BEL)         | AB               |
| 5                                    | Frederik Frison (BEL)    | AB               |
| 6                                    | Marcel Sieberg (GER)     | AB               |
| 7                                    | Tosh Van der Sande (BEL) | 22e              |
| 8                                    | Jelle Wallays (BEL)      | 66e              |
| Directeur sportif : Frederik Willems |                          |                  |

| Etixx-Quick Step EQS               | Etixx-Quick Step EQS           | Etixx-Quick Step EQS |
| ---------------------------------- | ------------------------------ | -------------------- |
| Num                                | Coureur                        | Pos                  |
| 11                                 | Iljo Keisse (BEL)              | 82e                  |
| 12                                 | Laurens De Plus (BEL)          | 41e                  |
| 13                                 | Gianni Meersman (BEL)          | 91e                  |
| 14                                 | Davide Martinelli (ITA)        | 16e                  |
| 15                                 |                                |                      |
| 16                                 | Guillaume Van Keirsbulck (BEL) | 14e                  |
| 17                                 | Martin Velits (SVK)            | 118e                 |
| 18                                 | Łukasz Wiśniowski (POL)        | 26e                  |
| Directeur sportif : Rik Van Slycke |                                |                      |

| BMC Racing BMC                   | BMC Racing BMC     | BMC Racing BMC |
| -------------------------------- | ------------------ | -------------- |
| Num                              | Coureur            | Pos            |
| 21                               | Tom Bohli (SUI)    | 104e           |
| 22                               |                    |                |
| 23                               | Floris Gerts (NED) | 87e            |
| 24                               |                    |                |
| 25                               |                    |                |
| 26                               | Dylan Teuns (BEL)  | 58e            |
| 27                               | Loïc Vliegen (BEL) | 90e            |
| 28                               | Rick Zabel (GER)   | 15e            |
| Directeur sportif : Allan Peiper |                    |                |

| FDJ                             | FDJ                            | FDJ  |
| ------------------------------- | ------------------------------ | ---- |
| Num                             | Coureur                        | Pos  |
| 31                              | Sébastien Chavanel (FRA)       | 77e  |
| 32                              | Pierre-Henri Lecuisinier (FRA) | 141e |
| 33                              | Lorrenzo Manzin (FRA)          | AB   |
| 34                              | Yoann Offredo (FRA)            | 108e |
| 35                              | Benoît Vaugrenard (FRA)        | AB   |
| 36                              | Murilo Fischer (BRA)           | 123e |
| 37                              | Olivier Le Gac (FRA)           | 80e  |
| 38                              | Marc Sarreau (FRA)             | 23e  |
| Directeur sportif : Marc Madiot |                                |      |

| Lotto NL-Jumbo TLJ                | Lotto NL-Jumbo TLJ      | Lotto NL-Jumbo TLJ |
| --------------------------------- | ----------------------- | ------------------ |
| Num                               | Coureur                 | Pos                |
| 41                                | Koen Bouwman (NED)      | 120e               |
| 42                                | Twan Castelijns (NED)   | 98e                |
| 43                                | Dylan Groenewegen (NED) | 3e                 |
| 44                                | Martijn Keizer (NED)    | 99e                |
| 45                                | Steven Lammertink (NED) | AB                 |
| 46                                |                         |                    |
| 47                                | Robert Wagner (GER)     | 132e               |
| 48                                | Maarten Wynants (BEL)   | 127e               |
| Directeur sportif : Merijn Zeeman |                         |                    |

| Sky SKY                            | Sky SKY                | Sky SKY |
| ---------------------------------- | ---------------------- | ------- |
| Num                                | Coureur                | Pos     |
| 51                                 | Xabier Zandio (ESP)    | AB      |
| 52                                 | Andrew Fenn (GBR)      | 27e     |
| 53                                 |                        |         |
| 54                                 | Christian Knees (GER)  | 88e     |
| 55                                 | Gianni Moscon (ITA)    | 8e      |
| 56                                 |                        |         |
| 57                                 | Alex Peters (GBR)      | 94e     |
| 58                                 | Danny van Poppel (NED) | 21e     |
| Directeur sportif : Servais Knaven |                        |         |

| Tinkoff TNK                         | Tinkoff TNK          | Tinkoff TNK |
| ----------------------------------- | -------------------- | ----------- |
| Num                                 | Coureur              | Pos         |
| 61                                  | Erik Baška (SVK)     | 83e         |
| 62                                  |                      |             |
| 63                                  | Michael Gogl (AUT)   | 106e        |
| 64                                  | Michal Kolář (SVK)   | 146e        |
| 65                                  | Jay McCarthy (AUS)   | 45e         |
| 66                                  | Juraj Sagan (SVK)    | 31e         |
| 67                                  | Nikolay Trusov (RUS) | 39e         |
| 68                                  |                      |             |
| Directeur sportif : Tristan Hoffman |                      |             |

| Bora-Argon 18 BOA                 | Bora-Argon 18 BOA         | Bora-Argon 18 BOA |
| --------------------------------- | ------------------------- | ----------------- |
| Num                               | Coureur                   | Pos               |
| 71                                | Phil Bauhaus (GER)        | 46e               |
| 72                                | Zakkari Dempster (AUS)    | 75e               |
| 73                                | Ralf Matzka (GER)         | 76e               |
| 74                                | Christoph Pfingsten (GER) | NP                |
| 75                                | Lukas Pöstlberger (AUT)   | 111e              |
| 76                                | Andreas Schillinger (GER) | 105e              |
| 77                                | Michael Schwarzmann (GER) | AB                |
| 78                                | Scott Thwaites (GBR)      | 13e               |
| Directeur sportif : André Schulze |                           |                   |

| CCC Sprandi Polkowice CCC            | CCC Sprandi Polkowice CCC | CCC Sprandi Polkowice CCC |
| ------------------------------------ | ------------------------- | ------------------------- |
| Num                                  | Coureur                   | Pos                       |
| 81                                   | Josef Černý (CZE)         | AB                        |
| 82                                   | Tomasz Kiendyś (POL)      | 59e                       |
| 83                                   | Adrian Kurek (POL)        | 89e                       |
| 84                                   |                           |                           |
| 85                                   | Eryk Latoń (POL)          | 69e                       |
| 86                                   | Bartłomiej Matysiak (POL) | 34e                       |
| ??                                   | Jan Hirt (CZE)            | AB                        |
| 88                                   | Grzegorz Stępniak (POL)   | 40e                       |
| Directeur sportif : Robert Krajewski |                           |                           |

| Cofidis COF                              | Cofidis COF               | Cofidis COF |
| ---------------------------------------- | ------------------------- | ----------- |
| Num                                      | Coureur                   | Pos         |
| 91                                       | Borut Božič (SLO)         | 12e         |
| 92                                       | Rayane Bouhanni (FRA)     | AB          |
| 93                                       | Loïc Chetout (FRA)        | 137e        |
| 94                                       | Hugo Hofstetter (FRA)     | AB          |
| 95                                       | Gert Jõeäär (EST) (Route) | 81e         |
| 96                                       | Florian Sénéchal (FRA)    | 84e         |
| 97                                       | Michael Van Staeyen (BEL) | 72e         |
| 98                                       | Kenneth Vanbilsen (BEL)   | 136e        |
| Directeur sportif : Christian Guiberteau |                           |             |

| Delko-Marseille Provence-KTM DMP        | Delko-Marseille Provence-KTM DMP | Delko-Marseille Provence-KTM DMP |
| --------------------------------------- | -------------------------------- | -------------------------------- |
| Num                                     | Coureur                          | Pos                              |
| 101                                     |                                  |                                  |
| 102                                     |                                  |                                  |
| 103                                     | Fredrik Strand Galta (NOR)       | 38e                              |
| ???                                     | Mikel Aristi (ESP)               | 107e                             |
| 105                                     | Martin Laas (EST)                | 133e                             |
| 106                                     | Yannick Martinez (FRA)           | 144e                             |
| ???                                     | Leonardo Duque (COL)             | AB                               |
| ???                                     | Asbjørn Kragh Andersen (DEN)     | 102e                             |
| Directeur sportif : Freddy Lecarpentier |                                  |                                  |

| Fortuneo-Vital Concept FVC       | Fortuneo-Vital Concept FVC | Fortuneo-Vital Concept FVC |
| -------------------------------- | -------------------------- | -------------------------- |
| Num                              | Coureur                    | Pos                        |
| 111                              | Franck Bonnamour (FRA)     | 96e                        |
| 112                              | Arnaud Gérard (FRA)        | 60e                        |
| 113                              | Yauheni Hutarovich (BLR)   | 5e                         |
| 114                              | Benoît Jarrier (FRA)       | 103e                       |
| 115                              |                            |                            |
| 116                              |                            |                            |
| 117                              |                            |                            |
| 118                              | Boris Vallée (BEL)         | 35e                        |
| Directeur sportif : Roger Tréhin |                            |                            |

| Gazprom-RusVelo GAZ                | Gazprom-RusVelo GAZ       | Gazprom-RusVelo GAZ |
| ---------------------------------- | ------------------------- | ------------------- |
| Num                                | Coureur                   | Pos                 |
| 121                                | Igor Boev (RUS)           | 148e                |
| 122                                | Roman Kustadinchev (RUS)  | 70e                 |
| 123                                | Roman Maikin (RUS)        | 33e                 |
| 124                                | Viktor Manakov (RUS)      | 145e                |
| 125                                | Ivan Savitskiy (RUS)      | 17e                 |
| 126                                | Evgeny Shalunov (RUS)     | AB                  |
| 127                                | Andrey Solomennikov (RUS) | 52e                 |
| 128                                | Mamyr Stash (RUS)         | 65e                 |
| Directeur sportif : Sergueï Ivanov |                           |                     |

| Nippo-Vini Fantini NIP               | Nippo-Vini Fantini NIP         | Nippo-Vini Fantini NIP |
| ------------------------------------ | ------------------------------ | ---------------------- |
| Num                                  | Coureur                        | Pos                    |
| 131                                  | Daniele Colli (ITA)            | 126e                   |
| 132                                  | Giacomo Berlato (ITA)          | AB                     |
| 133                                  | Pierpaolo De Negri (ITA)       | 51e                    |
| 134                                  | Iuri Filosi (ITA)              | AB                     |
| 135                                  | Eduard-Michael Grosu (ROU)     | 9e                     |
| 136                                  | Kazushige Kuboki (JPN) (Route) | AB                     |
| 137                                  | Riccardo Stacchiotti (ITA)     | 125e                   |
| 138                                  | Antonio Viola (ITA)            | AB                     |
| Directeur sportif : Stefano Giuliani |                                |                        |

| ONE                             | ONE                      | ONE  |
| ------------------------------- | ------------------------ | ---- |
| Num                             | Coureur                  | Pos  |
| 141                             | Marcin Białobłocki (POL) | 73e  |
| 142                             | Karol Domagalski (POL)   | 28e  |
| 143                             | Matthew Goss (AUS)       | 139e |
| 144                             | Martin Mortensen (DEN)   | 134e |
| 145                             | Chris Opie (GBR)         | AB   |
| 146                             | Sebastian Lander (DEN)   | 114e |
| 147                             | Peter Williams (GBR)     | 147e |
| 148                             | Samuel Williams (GBR)    | 110e |
| Directeur sportif : Philip West |                          |      |

| Roompot-Oranje Peloton ROP           | Roompot-Oranje Peloton ROP | Roompot-Oranje Peloton ROP |
| ------------------------------------ | -------------------------- | -------------------------- |
| Num                                  | Coureur                    | Pos                        |
| 151                                  | Reinier Honig (NED)        | AB                         |
| 152                                  | Huub Duyn (NED)            | 93e                        |
| 153                                  | Michel Kreder (NED)        | 6e                         |
| 154                                  | Raymond Kreder (NED)       | 131e                       |
| ???                                  | Maurits Lammertink (NED)   | AB                         |
| 156                                  | Ivar Slik (NED)            | 109e                       |
| 157                                  | André Looij (NED)          | AB                         |
| 158                                  | Brian van Goethem (NED)    | 124e                       |
| Directeur sportif : Geert van Diepen |                            |                            |

| Stölting Service Group SSG          | Stölting Service Group SSG      | Stölting Service Group SSG |
| ----------------------------------- | ------------------------------- | -------------------------- |
| Num                                 | Coureur                         | Pos                        |
| 161                                 | Gerald Ciolek (GER)             | 44e                        |
| 162                                 | Rasmus Guldhammer (DEN)         | AB                         |
| 163                                 |                                 |                            |
| 164                                 | Alex Kirsch (LUX)               | AB                         |
| 165                                 | Mads Pedersen (DEN)             | AB                         |
| 166                                 | Michael Reihs (DEN)             | 113e                       |
| 167                                 | Michael Carbel Svendgaard (DEN) | AB                         |
| 168                                 | Jonas Tenbrock (GER)            | 68e                        |
| Directeur sportif : Gregor Willwohl |                                 |                            |

| Roth ROT                          | Roth ROT               | Roth ROT |
| --------------------------------- | ---------------------- | -------- |
| Num                               | Coureur                | Pos      |
| 171                               | Alberto Cecchin (ITA)  | 29e      |
| 172                               | Lucas Gaday (ARG)      | 50e      |
| 173                               |                        |          |
| 174                               | Martin Kohler (SUI)    | AB       |
| 175                               | Matthias Krizek (AUT)  | 37e      |
| 176                               | Dylan Page (SUI)       | 117e     |
| 177                               | Andrea Pasqualon (ITA) | 49e      |
| 178                               | Giacomo Tomio (ITA)    | 116e     |
| Directeur sportif : Dennis Sandig |                        |          |

| Topsport Vlaanderen-Baloise TSV       | Topsport Vlaanderen-Baloise TSV | Topsport Vlaanderen-Baloise TSV |
| ------------------------------------- | ------------------------------- | ------------------------------- |
| Num                                   | Coureur                         | Pos                             |
| 181                                   | Preben Van Hecke (BEL) (Route)  | 56e                             |
| 182                                   | Kenny De Ketele (BEL)           | AB                              |
| 183                                   | Floris De Tier (BEL)            | 48e                             |
| 184                                   | Tim Declercq (BEL)              | 42e                             |
| 185                                   | Ruben Pols (BEL)                | 115e                            |
| 186                                   | Gijs Van Hoecke (BEL)           | 18e                             |
| 187                                   | Bert Van Lerberghe (BEL)        | 11e                             |
| 188                                   | Eliot Lietaer (BEL)             | 61e                             |
| Directeur sportif : Walter Planckaert |                                 |                                 |

| Wanty-Groupe Gobert WGG                      | Wanty-Groupe Gobert WGG | Wanty-Groupe Gobert WGG |
| -------------------------------------------- | ----------------------- | ----------------------- |
| Num                                          | Coureur                 | Pos                     |
| 191                                          | Frederik Backaert (BEL) | 97e                     |
| 192                                          | Jérôme Baugnies (BEL)   | 100e                    |
| ???                                          | Mark McNally (GBR)      | 138e                    |
| 194                                          | Kenny Dehaes (BEL)      | 10e                     |
| 195                                          | Danilo Napolitano (ITA) | 55e                     |
| 196                                          | Kévin Van Melsen (BEL)  | 64e                     |
| 197                                          | Roy Jans (BEL)          | 19e                     |
| 198                                          | Robin Stenuit (BEL)     | 47e                     |
| Directeur sportif : Hilaire Van der Schueren |                         |                         |

| Crelan-Vastgoedservice CRV         | Crelan-Vastgoedservice CRV | Crelan-Vastgoedservice CRV |
| ---------------------------------- | -------------------------- | -------------------------- |
| Num                                | Coureur                    | Pos                        |
| 201                                | David Boucher (FRA)        | 112e                       |
| 202                                | Gerry Druyts (BEL)         | 7e                         |
| 203                                | Yannick Eijssen (BEL)      | 101e                       |
| 204                                | Pieter Jacobs (BEL)        | 119e                       |
| 205                                | Xandro Meurisse (BEL)      | 67e                        |
| 206                                | Fréderique Robert (BEL)    | 32e                        |
| 207                                | Rob Ruijgh (NED)           | 57e                        |
| 208                                | Alexander Geuens (BEL)     | 20e                        |
| Directeur sportif : Kevin Hulsmans |                            |                            |

| Joker TJO                              | Joker TJO                   | Joker TJO |
| -------------------------------------- | --------------------------- | --------- |
| Num                                    | Coureur                     | Pos       |
| 211                                    | Reidar Borgersen (NOR)      | 142e      |
| 212                                    | Ole Forfang (NOR)           | 63e       |
| 213                                    | Kristoffer Halvorsen (NOR)  | 2e        |
| 214                                    | Bjørn Tore Hoem (NOR)       | 78e       |
| 215                                    | Amund Grøndahl Jansen (NOR) | 24e       |
| 216                                    | Markus Hoelgaard (NOR)      | 36e       |
| 217                                    | Anders Skaarseth (NOR)      | 62e       |
| 218                                    | Adrian Aas Stien (NOR)      | 143e      |
| Directeur sportif : Gino Van Oudenhove |                             |           |

| Veranclassic-Ago VER                | Veranclassic-Ago VER        | Veranclassic-Ago VER |
| ----------------------------------- | --------------------------- | -------------------- |
| Num                                 | Coureur                     | Pos                  |
| ???                                 | Julien Van Den Brande (BEL) | 85e                  |
| 222                                 | Jonathan Breyne (BEL)       | AB                   |
| 223                                 | Niels De Rooze (BEL)        | 53e                  |
| 224                                 | Justin Jules (FRA)          | 54e                  |
| 225                                 | Matthias Legley (BEL)       | AB                   |
| 226                                 | Robin Mertens (BEL)         | AB                   |
| 227                                 | Dimitri Peyskens (BEL)      | 122e                 |
| 228                                 | Antoine Leleu (BEL)         | AB                   |
| Directeur sportif : Willy Teirlinck |                             |                      |

| Verandas Willems VWT               | Verandas Willems VWT        | Verandas Willems VWT |
| ---------------------------------- | --------------------------- | -------------------- |
| Num                                | Coureur                     | Pos                  |
| 231                                | Joeri Calleeuw (BEL)        | 79e                  |
| 232                                | Jan Ghyselinck (BEL)        | 135e                 |
| 233                                | Stef Van Zummeren (BEL)     | 95e                  |
| 234                                | Tim De Troyer (BEL)         | 130e                 |
| 235                                | Jari Verstraeten (BEL)      | 74e                  |
| 236                                | Timothy Dupont (BEL)        | 1er                  |
| 237                                | Aidis Kruopis (LTU) (Route) | 25e                  |
| 238                                | Christophe Prémont (BEL)    | 86e                  |
| Directeur sportif : Sammie Moreels |                             |                      |

| Wallonie Bruxelles-Group Protect WBC  | Wallonie Bruxelles-Group Protect WBC | Wallonie Bruxelles-Group Protect WBC |
| ------------------------------------- | ------------------------------------ | ------------------------------------ |
| Num                                   | Coureur                              | Pos                                  |
| 241                                   | Olivier Chevalier (BEL)              | 43e                                  |
| 242                                   | Ludwig De Winter (BEL)               | 92e                                  |
| 243                                   | Jimmy Duquennoy (BEL)                | AB                                   |
| 244                                   | Grégory Habeaux (BEL)                | 128e                                 |
| 245                                   | Kevyn Ista (BEL)                     | 129e                                 |
| 246                                   | Baptiste Planckaert (BEL)            | 4e                                   |
| 247                                   | Gaëtan Pons (BEL)                    | 140e                                 |
| 248                                   | Julien Stassen (BEL)                 | 30e                                  |
| Directeur sportif : Frédéric Amorison |                                      |                                      |